# أوقستو ماير
أوقستو ماير (بالبرتغالية: Augusto Meyer‏) هو ناقد أدبي وكاتب وصحفي ودبلوماسي وشاعر برازيلي، ولد في 24 يناير 1902 في بورتو أليغري في البرازيل، وتوفي في 10 يوليو 1970 في ريو دي جانيرو في البرازيل.